# Friedrich Overbeck
Johann Friedrich Overbeck (Lubecca, 3 luglio 1789 – Roma, 12 novembre 1869) è stato un pittore tedesco, esponente del movimento pittorico dei Nazareni.
Era zio dell'archeologo Johannes Overbeck.

## Biografia
Nato a Lubecca da una famiglia di pastori protestanti per generazioni, era figlio di Christian Adolph Overbeck (1755–1821), avvocato, poeta, uomo di chiesa nonché borgomastro della cittadina. Suoi nonni paterni erano Georg Christian Overbeck (1713–1786), avvocato, ed Eleonora Maria Jauch (1732–1797). Suo zio era invece teologo e prolifico scrittore, oltre che rettore del ginnasio in Konigstrasse, poco lontano dall'abitazione degli Overbeck, dove il giovane Friedrich studiò e si avvicinò all'arte e alla letteratura classica.

### Gioventù e soggiorno a Vienna
Nel marzo 1806, il giovane artista lasciò Lubecca per l'Accademia di belle arti di Vienna, dove studiò con il maestro Heinrich Füger (1751–1818), noto seguace della scuola francese di Jacques-Louis David. Fu probabilmente l'eccessivo accademismo del maestro che spinse il giovane a ricercare nuove forme di espressione, come attesta una sua lettera ad un amico in cui si lamentava di come ogni virtù venisse lì annegata nel rigore accademico e di come avesse smarrito ogni fiducia nel genere umano, rivolgendo quindi l'attenzione verso la propria interiorità. Nonostante la sua giovane età all'epoca, questo pensiero e queste convinzioni lo avrebbero accompagnato per il resto della sua carriera pittorica.
Convinto che Vienna e l'Europa avessero corrotto l'originaria purezza dell'arte cristiana, Overbeck decise quindi di prendere a modello i pittori italiani precedenti a Raffaello, dando così inconsapevole accredito alle stesse teorie dei Preraffaelliti inglesi. Dopo quattro anni di accademia, le sue idee erano diventate così radicate che venne espulso dalla scuola insieme ad un gruppo di seguaci: ebbe modo di scrivere di aver ricercato a Vienna invano la vera arte e partì per Roma, portando con sé un dipinto non ancora terminato dal titolo L'ingresso di Cristo a Gerusalemme.

### La permanenza a Roma
L'artista raggiunse Roma nel 1810 e vi rimase per 59 anni, lavorandovi alacremente in compagnia di altri artisti come Peter von Cornelius, Friedrich Wilhelm Schadow e Philipp Veit, che lo raggiunsero nel convento francescano dove lavorava e fondarono con lui il movimento dei Nazareni. Loro precetti erano una vita ascetica e duro lavoro: rifiutavano tutto ciò che riguardasse l'antichità perché pagano, il Rinascimento perché falso e promuovevano la riscoperta di artisti come il Perugino, il Pinturicchio e il primo Raffaello.
Da questi loro principi derivava uno stile che puntasse alla raffigurazione dell'idea trascendente e pura, attraverso linee rigide e precise, composizioni statiche ed un uso parco del chiaroscuro e del colore al solo scopo di sottolineare il tema del dipinto. Tardivamente si aggiunsero al movimento anche Barthold Georg Niebuhr, Robert Bunsen e Friederich Schlegel.

### Il successo

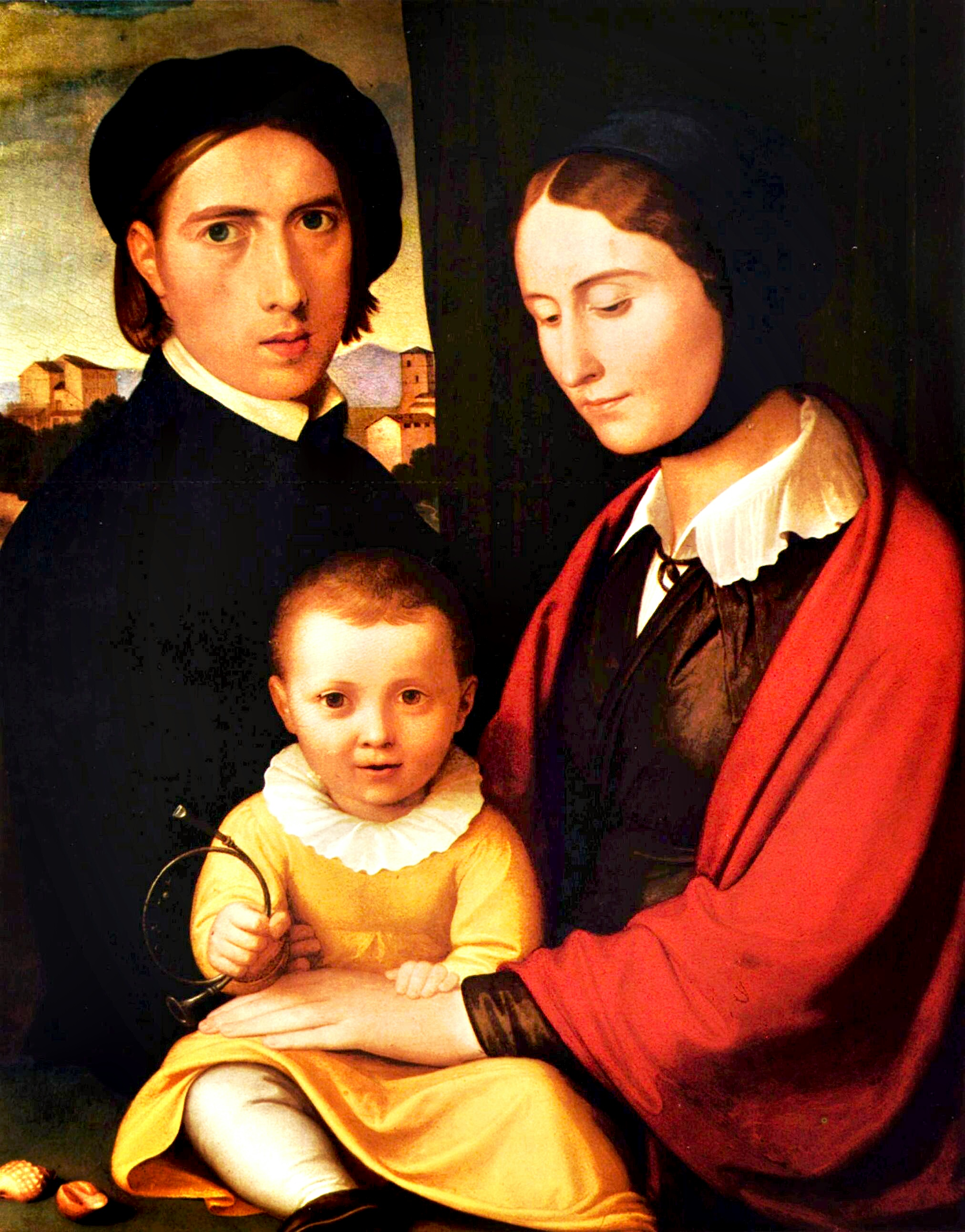
Autoritratto con la famiglia (1820)

Nel 1813 Overbeck si convertì al Cattolicesimo e, quasi contemporaneamente, lui ed il suo movimento iniziarono a conquistare notorietà. Il console prussiano Jakob Salomon Bartholdy (1779–1825), zio di Felix Mendelssohn, convocò in quegli anni Overbeck, Peter von Cornelius, Philipp Veit e Friedrich Wilhelm Schadow a decorare una grande sala del suo Palazzo Zuccari, sul Pincio, con affreschi ora conservati alla Alte Nationalgalerie di Berlino. Le opere raffiguravano scene dalla vita di Giuseppe, e Overbeck realizzò personalmente Sette anni di carestia e Giuseppe venduto dai suoi fratelli.
Queste opere, terminate nel 1818, accolsero molti consensi e nello stesso anno il principe Francesco Massimo richiese agli artisti di decorare un suo padiglione nel giardino della villa presso San Giovanni in Laterano con affreschi ispirati alle opere di Tasso,  Dante e Ariosto. Overbeck raffigurò il ciclo ispirato alla Gerusalemme liberata , in particolare alcune raffigurazioni dell'incontro tra Goffredo di Buglione e Pietro l'eremita. La realizzazione degli affreschi richiese dieci anni: il pittore, infermo, delegò all'amico Joseph von Führich il compito di portarli a termine e si dedicò ad un dipinto ispirato alla vita di San Francesco d'Assisi nella basilica di Santa Maria degli Angeli.
Overbeck fu anche poeta, saggista e teorico dell'arte.

### Morte

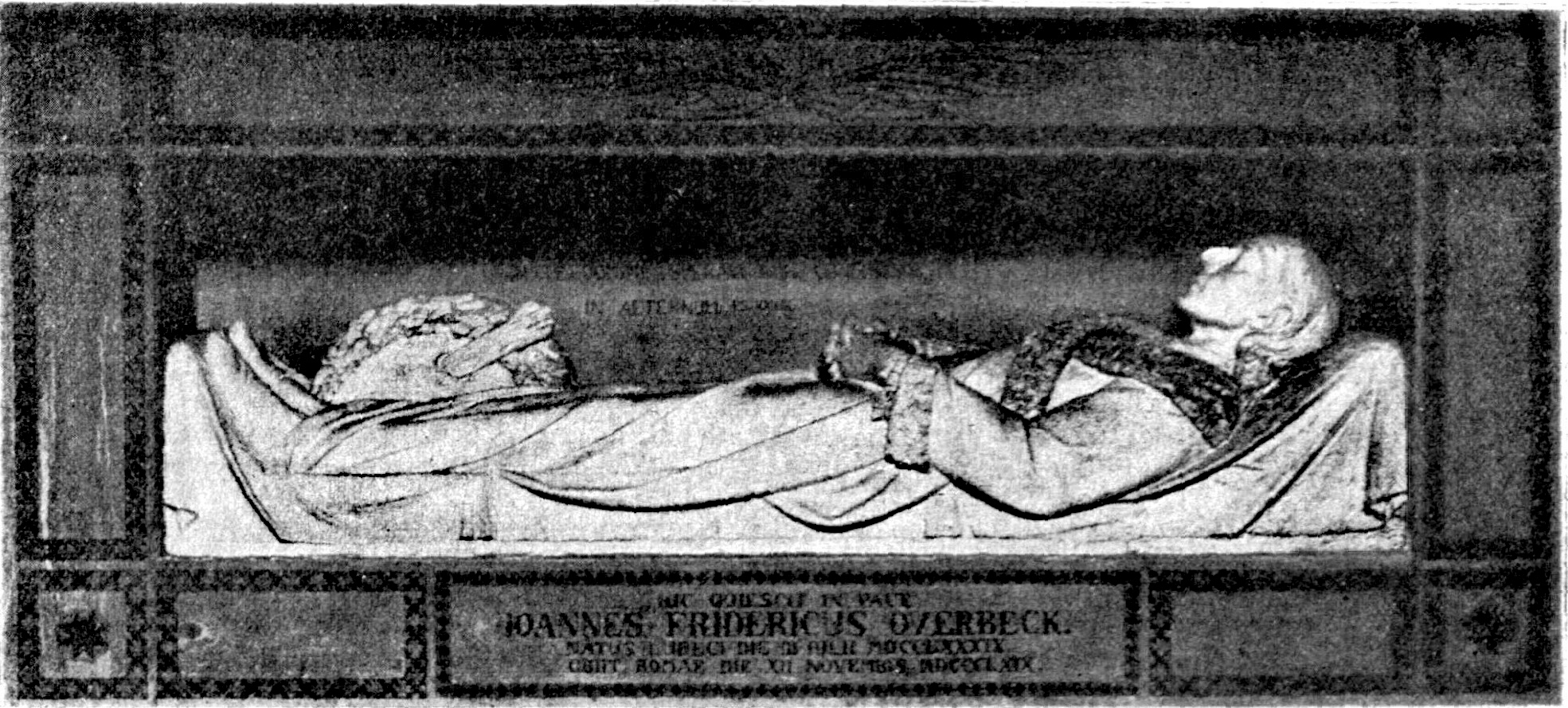
Epitaffio di Friedrich Overbeck (1871)

Morì a Roma nel 1869 e fu sepolto nella chiesa di San Bernardo alle Terme.

## Opere principali

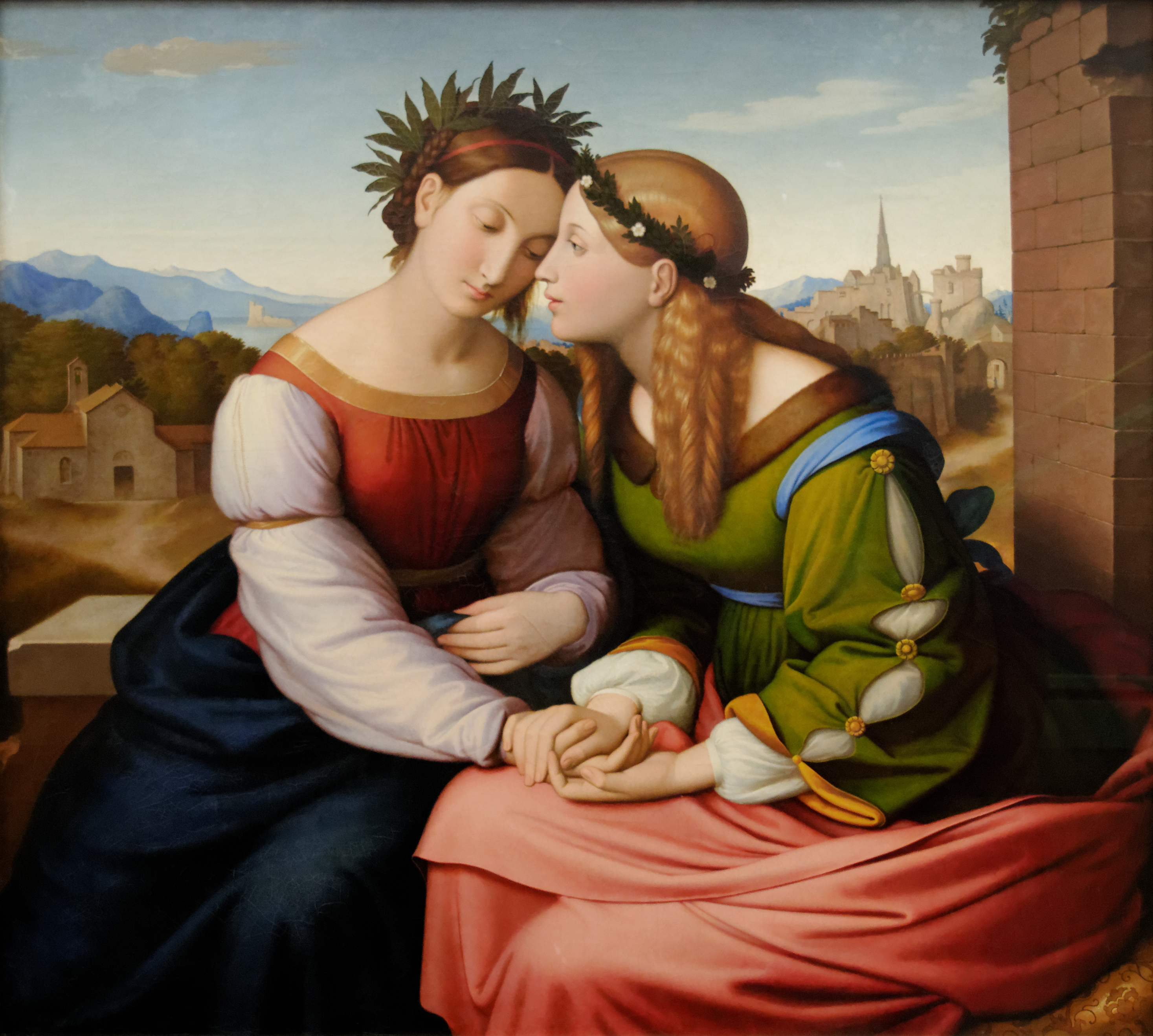
Italia e Germania

- Ingresso di Gesù a Gerusalemme (1824), opera distrutta da un bombardamento alleato durante la seconda guerra mondiale la domenica delle palme del 1942
- La passione del Cristo nell'orto degli olivi (1835), conservato all'ospedale maggiore di Amburgo
- Lo Sposalizio (1836), titolo originale in italiano, conservato al museo Narodowe di Poznań, in Polonia
- Trionfo della religione nelle arti (1840), conservato allo Städel Institute di Francoforte
- Pietà (1846), Lubecca
- L'incredulità di San Tommaso (1851), dapprima in possesso del collezionista Beresford Hope di Londra e ora parte della collezione Schäfer situata a Schweinfurt, in Germania
- L'assunzione della Madonna (1855), cattedrale di Colonia
- Cristo consegnato al sinedrio (1858), originariamente sul soffitto del Quirinale su commissione di Pio IX e poi sostituito da una decorazione neoclassica per essere trasferito in Vaticano
- Italia e Germania (1828), probabilmente la sua opera più nota, conservata alla Neue Pinakothek di Monaco di Baviera
- Autoritratto con la famiglia (1820)
- Ritratto del pittore Franz Pforr (1810)
- Gesù resuscita la figlia di Giaìro (1815)
- Maria ed Elisabetta con Gesù e Giovannino (1825)
- Il miracolo delle rose di San Francesco d'Assisi (1829), conservato al museo di Lipsia
- La Visitazione (1870), Santuario della Madonna della Stella, Montefalco